# Уязд (гміна, Томашовський повіт)
Гміна Уязд (пол. Gmina Ujazd) — місько-сільська гміна у центральній Польщі. Належить до Томашовського повіту Лодзинського воєводства.
Станом на 31 грудня 2011 у гміні проживало 7907 осіб.

## Площа
Згідно з даними за 2007 рік площа гміни становила 96.96 км², у тому числі:
- орні землі: 61.00%
- ліси: 32.00%

Таким чином, площа гміни становить 9.45% площі повіту.

## Населення
Станом на 31 грудня 2011:
| Опис     | Загалом | Загалом | Чоловіки | Чоловіки | Жінки | Жінки |
| -------- | ------- | ------- | -------- | -------- | ----- | ----- |
| одиниця  | осіб    | %       | осіб     | %        | осіб  | %     |
| все      | 7907    | 100     | 3814     | 48.24    | 4093  | 51.76 |
| міське   | 0       | 100     | 0        |          | 0     |       |
| сільське | 7907    | 100     | 3814     | 48.24    | 4093  | 51.76 |

## Сусідні гміни
Гміна Уязд межує з такими гмінами: Бендкув, Будзішевіце, Вольбуж, Колюшкі, Любохня, Рокіцини, Томашув-Мазовецький.